# 河辺百依
河辺 百依（かわべ の ももより）は、飛鳥時代の豪族。姓は臣。